# 王汝成
王汝成（1962年7月—），男，汉族，江苏兴化人，中华人民共和国矿物学家，现任民盟江苏省委副主委、南京大学地球科学与工程学院院长，曾任第十一届全国政协委员。

## 生平
2008年，当选第十一届全国政协委员，代表教育界，分入第四十二组。2018年1月，当选第十三届全国政协委员。